# Дагласвил (Тексас)
Дагласвил (енгл. Douglassville) град је у америчкој савезној држави Тексас. По попису становништва из 2010. у њему је живело 229 становника.

## Демографија
Према попису становништва из 2010. у граду је живело 229 становника, што је 54 (30,9%) становника више него 2000. године.
| Група             | 2000.       | 2010.       |
| Белци             | 146 (83,4%) | 178 (77,7%) |
| Афроамериканци    | 27 (15,4%)  | 39 (17,0%)  |
| Азијати           | 0 (0,0%)    | 0 (0,0%)    |
| Хиспаноамериканци | 1 (0,6%)    | 7 (3,1%)    |
| Укупно            | 175         | 229         |